# Pont-canal de La Tranchasse
Le pont-canal de La Tranchasse est un pont-canal français désaffecté. Il permettait au canal de Berry, de franchir le Cher jusqu'en 1956.

## Description
Le pont-canal de La Tranchasse est situé sur les communes d'Ainay-le-Vieil et de Colombiers dans le département du Cher en région Centre-Val de Loire. Il est situé sur la branche sud du canal qui va de Fontblisse à Montluçon.
Par voie d'eau, il se situe à une distance de 8 kilomètres de Saint-Amand-Montrond, de 41 kilomètres de Montluçon et de 28,6 kilomètres de Fontblisse.
Ce pont-canal sur arches est le plus long du canal du Berry:
- longueur totale 96 mètres, sur 8 arches surbaissées
- largeur totale de 8 m
- largeur de la voie d'eau de 5,50 m

Il est jouxté par une écluse simple, comblée puis bétonnée dans les années 1960-70, et par un bassin, tous situés au nord du pont. La maison de l'éclusier a été conservée et est devenue une simple maison d'habitation, comme la plupart des autres maisons d'éclusier du canal.

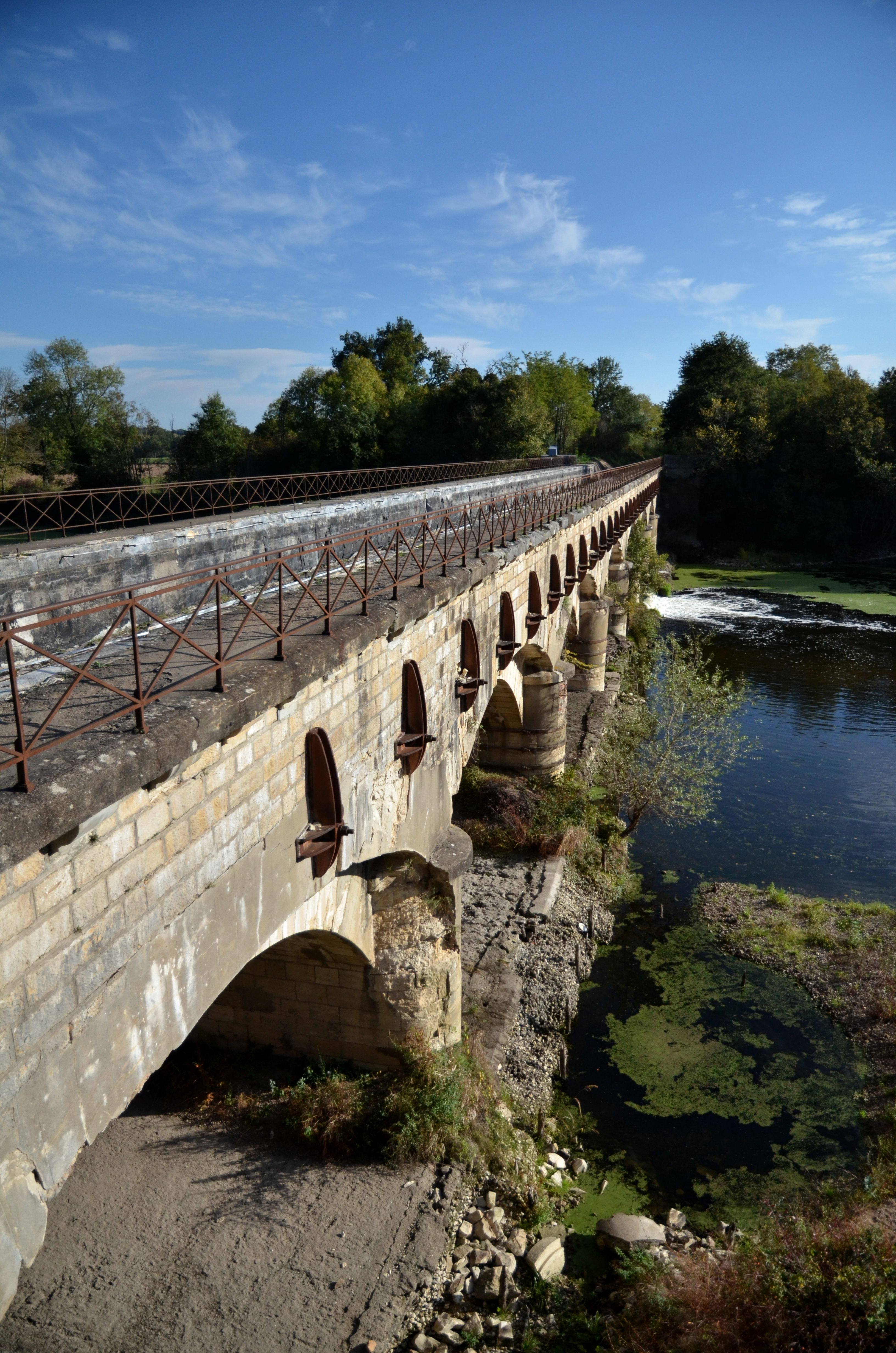
Face aval.
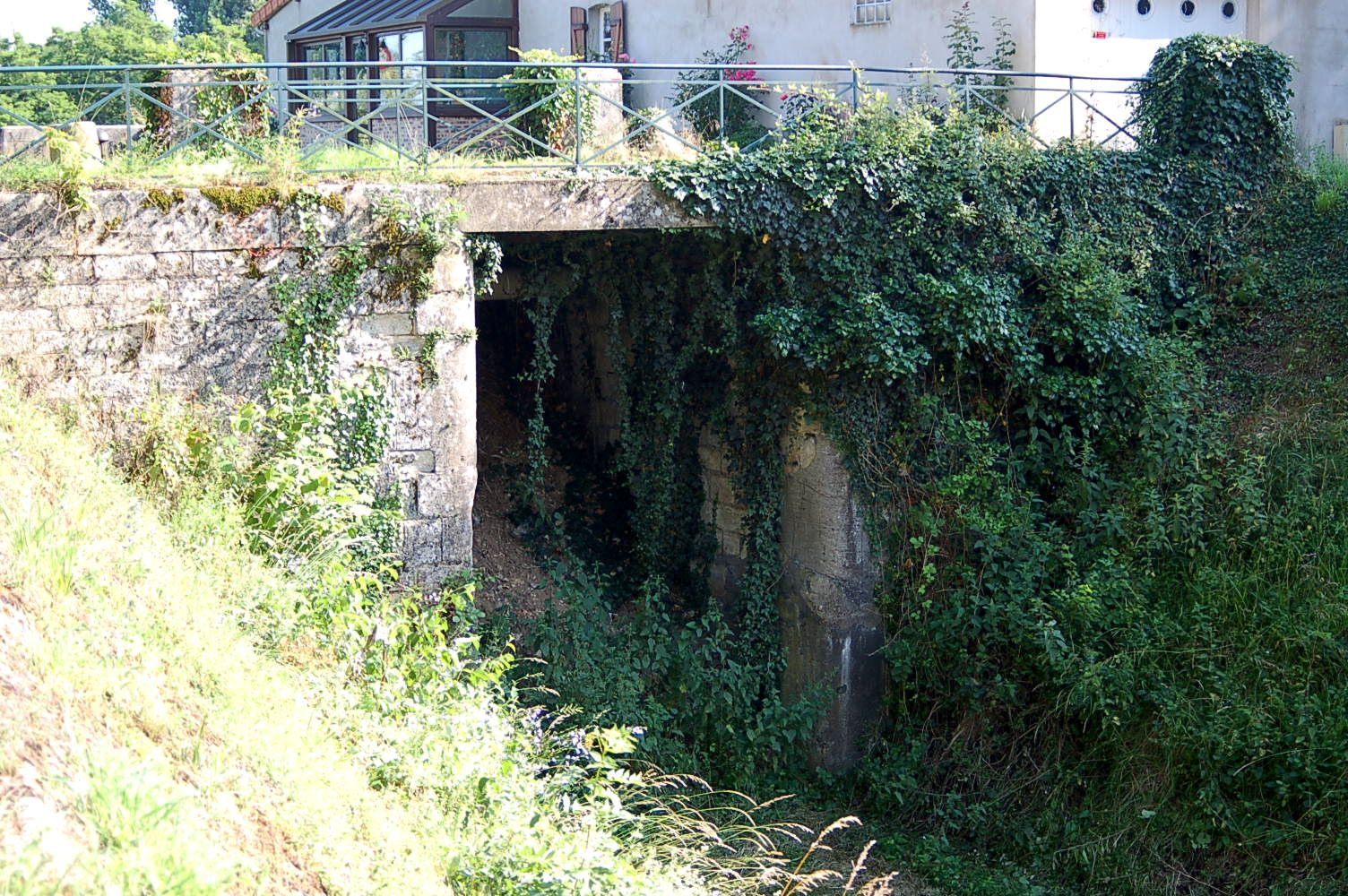
Écluse de la Tranchasse.

## Histoire
La construction de l’édifice s’étend de 1829 à 1834. Il a fallu sept années pour que le projet proposé par l’ingénieur Charles Vauvilliers, le 22 août 1822, soit mis à exécution. Son concepteur est Joseph-Michel Dutens, natif de Tours.
La pierre locale ayant servi au gros œuvre s’avère très mal résister aux intempéries et au gel. Déjà en 1837, l’altération des matériaux rend urgente et nécessaire une restauration.
La cuvette du pont a vu de nombreuses modifications. En 1844, elle est enduite de bitume et sa largeur est alors de 2,70m. En raison de l’accroissement du trafic sur le canal, elle est élargie en 1872, pour mesurer 5,30m. On procède alors à la pose de feuilles de plomb pour en assurer l’étanchéité.
Quelques années plus tard, le pont connait de nouvelles modifications, à la suite d'un incident en décembre 1878 : la tête aval de l’édifice s’est effondrée sur environ 80 mètres. On apporte alors des renforts constitués de tirants métalliques avec à leur extrémité des ancres cruciformes pour consolider la maçonnerie de la cuvette. Les piles sont, quant à elles, cerclées d’acier.
Aujourd’hui à l’état d’abandon, il fut utilisé jusqu’en 1955, soit sur une période de 121 ans, durant laquelle les péniches qui le franchissaient ont acheminé le charbon des mines de l'Allier vers les forges du Cher et le minerai de fer du Berry vers les fourneaux de Montluçon.
Les dégradations des garde-corps avaient entrainé la fermeture du pont aux piétons en 2014 ; après travaux d'entretien, il est de nouveau accessible depuis 2019.
À 300 m au sud, le pont-canal de la Croix, de modeste dimension (10 m), permettait  au canal de franchir le ruisseau de la Roche.

## Protection
Le pont-canal de la Tranchasse, l'écluse de la Tranchasse et le pont la franchissant sont inscrits au titre des monuments historiques par arrêté du 15 avril 2009, ainsi que le pont-canal de la Croix.